# Кристоф фон дер Остен
Кристоф фон дер Остен (на немски: Christoph von der Osten; * 1582 в Шилдберг; † 8 септември 1631 в Кюстрин/Костшин над Одрон в Полша) е благородник от Померания, курфюрски бранденбурски и померански дворцов юнкер, господар в Шилдберг (част от Рютинг) в Мекленбург-Предна Померания.
Той е син на Александер Кристоф фон дер Остен (1547 – 1614), господар във Волденбург, и съпругата му Илзаба фон Айкщет (1550 – 1609), разведена от Рюдигер фон Нойенкирхен (1531 – 1594), дъщеря на Дубслаф ´VI фон Айкщет (1490 – 1554) и Анна фон Бредов († 1555). Внук е на Динис фон дер Остен (1504 – 1558/1562), съветник в херцогство Померания, и съпругата му Доротея фон Щайнвер (1521 – 1597). Правнук е на рицар Евалд фон дер Остен (1445 – 1533), съветник в Княжество Померания и фогт на Грайфенберг, господар в Плате, Волденберг и Шилдберг, и фрайин София фон Малтцан-Пенцлин (* ок. 1460).

## Фамилия
Кристоф фон дер Остен се жени на 10 януари 1609 г. за Хедвиг фон Рамин (* 1587; † сл. 1620), дъщеря на Кристоф фон Рамин, херцогски померански съветник във Волтерсдорф, хауптман на дворец Волгаст, и Катарина фон дер Остен, дъщеря на Андреас фон дер Остен († 1594), херцогски померански съветник, хауптман на манастир в Рюген, и Урсула фон Норман († 1601). Те имат седем деца:
- Илзаба Катарина фон дер Остен (* 29 октомври 1611, Витцмитц; † 15 март 1670, Бугевитц), омъжена на 29 октомври 1633 г. за Хайнрих I фон дер Остен (* 12 септември 1603, Щолп; † 18 август 1659, Батевитц), син на померанския съветник Хенинг фон дер Остен (1563 – 1626) и Анна фон Леветцов (1579 – 1612); имат седем деца
- Хедвиг фон дер Остен (* 1613, Волденбург; † 9 май 1676, Кюстрин), поетеса, омъжена на 20 декември 1633 г. в Щетин за Георг Еренрайх фон Бургсдорф (* 27 ноември 1603, Хоенцитен; † 2 март 1656, Кюстрин), бранденбургски полковник, губернатор на крепостта Кюстрин/Костшин над Одрон
- Йоахим Фридрих фон дер Остен (1618 – 1673), женен за Анна фон дер Голтц
- Кристоф фон дер Остен (* 6 февруари 1623, Вартин; † 1 септември 1675), кралски шведски обрист-лейтенант, женен 1653 г. за Кунигунда Доротея фон Овстиен
- Хайнрих Ернст фон дер Остен, бранденбургски ритмайстер, застрелян при лов
- Ханс Кристиан фон дер Остен († 1660, Любек), женен за Хелена фон Валдов
- Хайнрих Адам фон дер Остен (* 28 септември 1626, Шилдберг; † 2 август 1683, Карсдорф), курбранденбургски генерал-квартиермайстер, женен 1654 г. за Урсула фон Хайдебрек; имат пет сина